# Rhododendron agastum
Rhododendron agastum (лат.) — кустарник, вид рода Рододендрон (Rhododendron) семейства Вересковые (Ericaceae).
Китайское название: 迷人杜鹃.
Rhododendron agastum, вероятно, является гибридом между Rhododendron decorum и Rhododendron delavayi.

## Ботаническое описание
Кустарник высотой 2—3 метра.
Старые ветви крепкие, опушённые, ветви крепкие; молодые побеги тонкие, желёзки расположены редко.
Черешок листа цилиндрический, 10—20 мм, опушённый и железисто-волосистый; листовая пластинка кожистая, от эллиптической до яйцевидно-эллиптической, 7—12 × 2—5 см; основание закруглённое или клинообразное; верхушка тупая или слегка остроконечная, нижняя поверхность листовой пластинки оливково-палевая, верхняя поверхность зелёная, голая, середина заметно приподнята; боковые жилки слегка вдавлены.
Соцветие 5—10—цветковое. Цветоножка толстая, 1—1,5 см, железистая; чашечка дискоидная; венчик трубчато-колокольчатый, розовый, с малиновым пятном, 3,5—5 см. Тычинок 10—14, они неравной длины (2—3 см), нити в основании опушённые; завязь цилиндрической формы, около 6 мм, железистая.
Цветение в апреле-мае. Семена созревают в июле-августе.

## Экология
Смешанные и широколиственные леса, долины на высотах 1900—3300 метров над уровнем моря.

## Ареал
Китай (Гуйчжоу, Юньнань), Мьянма.

## Естественные разновидности
- Rhododendron agastum var. agastum
- Rhododendron agastum var. pennivenium